# Dante Silvestri
Dante Silvestri (Milano, 1º gennaio 1900 – ...) è stato un calciatore italiano, di ruolo portiere.

## Carriera
Debutta in maglia nerazzurra sostituendo Piero Campelli, infortunato, nella partita contro il Racing Libertas Club, conclusasi 6 a 0 in favore dell'Inter. Dopo una seconda stagione sempre in panchina, nella terza scende in campo una sola volta.

## Statistiche

### Presenze e reti nei club
| Stagione        | Club            | Campionato      | Campionato | Campionato |
| Stagione        | Club            | Comp            | Pres       | Reti       |
| --------------- | --------------- | --------------- | ---------- | ---------- |
| 1919-1920       | Inter           | Prima Categoria | 2          | 0          |
| 1920-1921       | Inter           | Prima Categoria | 0          | 0          |
| 1921-1922       | Inter           | Prima Categoria | 1          | -7         |
| Totale Inter    | Totale Inter    |                 | 3          | -7         |
| Totale carriera | Totale carriera |                 | 3          | -7         |

## Palmarès

### Club
Campionato italiano: 1 
Inter: 1919-1920